# Brendan Dassey
Brendan Ray Dassey (né le 19 octobre 1989) est un américain qui a été condamné pour le meurtre de Teresa Halbach dans le Comté de Manitowoc dans le Wisconsin. 
Sa condamnation a fait l'objet d'une controverse parce qu'elle fut basée sur un interrogatoire et des aveux très controversés et obtenus sur vidéo en l'absence d'avocat et d'adulte l'accompagnant, aveux rapidement rétractés. 
Certaines parties de cet interrogatoire ont été montrées dans la série documentaire Netflix Making a Murderer (2015). La série portait sur l'enquête de 2005-2007, les poursuites et les procès de Dassey et de son oncle, Steven Avery, tous deux reconnus coupables du meurtre de la photographe Teresa Halbach le 31 octobre 2005. Il y est notamment question de méthodes policières totalement inadaptées à un tel interrogatoire (par exemple la promesse de relâcher ce mineur s'il confirme ce que les policiers lui demandent, malgré ses dénégations précédentes). 
Après sa condamnation, l'affaire Dassey a été portée par le Center on Wrongful Convictions of Youth. En août 2016, un juge fédéral a statué que les aveux de Dassey avaient été contraints, a annulé sa condamnation et a ordonné sa libération, ce qui a été retardé pendant l'appel. En juin 2017, un panel divisé de la Cour d'appel des États-Unis pour le septième circuit a confirmé l'ordonnance du magistrat annulant la condamnation de Dassey. Puis, en décembre 2017, les juges du septième circuit ont confirmé la condamnation de Dassey par un vote de 4 à 3, la majorité estimant que les aveux ne pouvaient pas être remis en cause via cette procédure, malgré les critiques de fond et de forme. 
Le documentaire Netflix a également mis en lumière une défense totalement inappropriée de son avocat de l'époque qui a lui-même participé à l'obtention des aveux décriés. 

## Jeunesse
Brendan Ray Dassey est le fils de Barbara et Peter Dassey. Il a trois frères (Bryan, Bobby et Blaine) et un demi-frère (Brad),. 
Au moment de son inculpation, Dassey était en deuxième année au lycée Mishicot. Avec un QI près du handicap mental, il était inscrit dans des classes d'éducation spécialisée. Dassey a été décrit comme un jeune homme calme et introverti avec un intérêt pour Wrestlemania, les animaux et les jeux vidéo. Avant cette affaire, il n'avait aucun lien avec le système de justice pénale. 

## Meurtre de Teresa Halbach
La photographe Teresa Halbach, née le 22 mars 1980 à Kaukauna, Wisconsin, fut déclarée portée disparue par ses parents le 3 novembre 2005. Halbach, qui n'avait pas été vue depuis le 31 octobre, résidait à côté de ses parents dans le comté de Calumet. Halbach était connue pour avoir visité le chantier d'Avery dans le comté de Manitowoc le 31 octobre 2005. 
Le 10 novembre 2005, après la découverte de son véhicule Toyota RAV4, le shérif du comté de Calumet, Jerry Pagel, a trouvé les restes calcinés de Halbach sur la propriété de Avery. Son téléphone portable, ses plaques d'immatriculation et sa clé de voiture ont également été retrouvés. Le 15 novembre, après que le sang de Steven Avery ait été trouvé dans le véhicule d'Halbach, Avery fut accusé pour l'enlèvement et le meurtre de Halbach, et également accusé d'avoir mutilé un cadavre et de posséder illégalement une arme à feu. 
Au cours de l'enquête, Dassey, qui était l'alibi d'Avery, a subi une série d'interrogatoires sans avocat ni parent. Dassey et sa mère avaient consenti à ces interrogatoires lors desquels les enquêteurs ont fait de fausses promesses à Dassey. Pendant son interrogatoire, Dassey a avoué être complice du viol et du meurtre et de la mutilation du cadavre d'Halbach. Ses aveux ont ensuite été décrits comme "manifestement involontaires au sens constitutionnel" par un magistrat américain dont l'avis a été infirmé par une cour d'appel. La Cour suprême des États-Unis a confirmé le jugement de la cour d'appel en refusant d'entendre l'affaire. 
Dassey a été arrêté et inculpé le 1er mars 2006. Le procureur spécial Ken Kratz a tenu une importante conférence de presse sur les deux affaires, discutant des charges retenues contre Avery et Dassey et lisant certains éléments textuels des aveux de Dassey. Il a été largement couvert par la télévision et les journaux. 
Plus tard, Dassey est revenu sur ses aveux dans une lettre adressée au juge du procès. Il a dit qu'il avait tiré la plupart de ses idées d'un livre. 

### Interrogatoire
Dassey fut interrogé à quatre reprises sur une période de 48 heures, dont trois fois sur une période de 24 heures en l'absence de représentant légal, de parent ou d'un autre adulte. Initialement interrogé le 6 novembre dans la maison familiale de Crivitz, Dassey a été interrogé via la technique Reid qui a été développée pour permettre et encourager les agents des forces de l'ordre à utiliser des tactiques qui poussent les suspects à avouer. Dassey a été cliniquement évalué comme étant hautement suggestible ce qui peut conduire à des résultats d'interrogatoire incorrects tels que de faux aveux. 
Dassey est revenu sur ses aveux et a informé son avocat. Il a ensuite accusé son premier avocat d'avoir collaboré avec l'accusation pour que Dassey plaide coupable afin de témoigner contre Avery. L'avocat de la défense a été remplacé. La série Netflix Making a Murderer (2015), qui relate les procès de Dassey et Avery, a généré un dialogue mondial centré sur les condamnations injustifiées, les aveux forcés, les interrogatoires de mineurs et la réforme de la justice pénale. 

### Procès
Le premier avocat de Dassey, Len Kachinsky, a été renvoyé par le tribunal le 26 août 2006, en raison de sa décision de ne pas comparaître avec Brendan lors de l'interrogatoire du 13 mai,. Il a été remplacé par deux défenseurs publics. 
Le procès Dassey a débuté le 16 avril 2007 avec un jury du comté de Dane (Wisconsin),. Le procès a duré neuf jours et un verdict a été rendu le 25 avril 2007. 
Le jury a délibéré pendant quatre heures avant de déclarer Dassey coupable d'homicide au premier degré, de viol et de mutilation de cadavre. Bien qu'il n'avait que 17 ans à l'époque, Dassey a été jugé et condamné comme un adulte, et ses limitations intellectuelles n'ont pas été jugées pertinentes. Il a été condamné à la prison à vie avec possibilité de libération conditionnelle en 2048 et incarcéré à l'établissement correctionnel de Columbia à Portage, Wisconsin.

## Réponse du public et appels
En janvier 2010, les avocats de Dassey ont déposé une requête en nouveau procès, qui a été rejetée en décembre par le juge Fox. La décision de Fox a été confirmée par la Cour d'appel du Wisconsin en janvier 2013, et la Cour suprême du Wisconsin a refusé de la réviser. 
La sortie de Making a Murderer en décembre 2015 a généré un large public international et a suscité une grande attention médiatique. Il y a eu de nombreuses discussions concernant la poursuite des affaires pénales. En raison de la réponse sans précédent à la série documentaire Netflix, Making a Murderer 2 fut mise en production en juillet 2016, se concentrant sur le processus post-condamnation pour Dassey et sa famille. Sa condamnation a été portée en appel devant le système judiciaire de l'État et une requête en habeas corpus a été déposée auprès du tribunal fédéral. En raison de la nature des interrogatoires de Dassey, il y a eu des appels à son exonération avec des pétitions pour sa remise en liberté et la mise en œuvre de la "loi sur la protection des mineurs contre les interrogatoires dans le Wisconsin", qui interdirait à la police d'interroger des mineurs sans avocat. 
En décembre 2015, des pétitions ont été soumises pour enquêter sur les policiers qui ont interrogé Dassey. En janvier 2016, elles ont été ajoutées sur le site Web We the People du gouvernement fédéral. Des rassemblements en faveur de l'exonération de Dassey ont eu lieu aux États-Unis et à Londres, Manchester, Melbourne, Sydney et Perth. Ses supporters ont communiqué avec lui par écrit. 
Dassey est maintenant représenté par le professeur Steven Drizin et le professeur Laura Nirider du Center on Wrongful Convictions of Youth, de Northwestern University, tous deux experts en fausses confessions de mineurs suspects. En décembre 2015, les avocats de Dassey ont déposé une requête d'habeas corpus devant un tribunal de district fédéral pour obtenir sa libération ou nouveau procès, invoquant des violations des droits constitutionnels en raison de l'assistance inefficace de son ancien avocat Len Kachinsky et d'une confession forcée ,. 
En août 2016, le juge d'instruction américain William E. Duffin a jugé que les aveux de Dassey avaient été contraints et étaient donc involontaires et inconstitutionnels, et a ordonné sa libération,,. En novembre, le ministère de la Justice du Wisconsin a fait appel de la décision de Duffin devant la Cour d'appel des États-Unis pour le septième circuit, qui a bloqué la libération de Dassey en attendant une audience. 
En juin 2017, un panel de trois juges du septième circuit a confirmé la décision du magistrat d'annuler la condamnation de Dassey. La juge Ilana Rovner, rejointe par la juge Ann Claire Williams, a confirmé la dissidence du juge David Hamilton,. Le 5 juillet, le ministère de la Justice du Wisconsin a présenté une pétition demandant une nouvelle audition en banc - par l'ensemble du panel du 7th Circuit. Le 4 août 2017, la septième cour d'appel de circuit a accepté la demande de l'État du Wisconsin d'une audience en banc avec plaidoirie en date du 26 septembre à Chicago devant un panel complet de juges siégeant. 
Le 8 décembre 2017, le septième circuit complet en banc a confirmé la condamnation de Dassey par un vote de 4 à 3, la majorité estimant que la police avait correctement obtenu les aveux de Dassey. Les juges de circuit Joel Flaum et Amy Coney Barrett (qui ont rejoint le tribunal après que l'argumentation dans l'affaire avait été entendue) se sont récusés de l'affaire et n'ont pas participé à l'examen ou à la décision,,. L'opinion majoritaire du juge Hamilton a été rejointe par les juges Frank H. Easterbrook, Michael Stephen Kanne et Diane S. Sykes. Le juge en chef Diane Wood et le juge Rovner ont tous deux écrit des dissidences, rejoints par le juge Williams. 
Le 20 février 2018, l'équipe juridique de Dassey, comprenant l'ancien solliciteur général américain Seth P. Waxman, a déposé une requête en bref de certiorari auprès de la Cour suprême des États-Unis. L'affaire a reçu le numéro 17-1172. Les juges devaient discuter de l'affaire en conférence pour déterminer s'ils entendraient l'affaire le 14 juin 2018, mais l'affaire a été retirée du calendrier sans explication ni ordonnance de report le matin de la conférence. Le 25 juin 2018, le certiorari a été refusé.

## Voir également
- Projet Innocence